# ایلایجا وینینگتون
ایلایجا وینینگتون (انگلیسی: Elijah Winnington؛ زادهٔ ۵ مهٔ ۲۰۰۰) شناگر اهل استرالیا است.
وی در مسابقات کشوری و بین‌المللی در مجموع برندهٔ ۱ مدال طلا، ۴ مدال برنز شده‌است.